# ラロ・アルカラス
ラロ・アルカラス（Lalo Alcaraz、1964年4月19日 - ）は、アメリカ合衆国のメキシコ系アメリカ人漫画家、イラストレーター。
全米各地の新聞に掲載された初のラティーノ系風刺漫画「ラ・クカラチャ」の作者として特に知られている。

## 来歴
サンディエゴで生まれ、アメリカ＝メキシコ国境で育った。
1987年、サンディエゴ州立大学卒業（学士：Art and Environmental Design）。
1991年、カリフォルニア大学バークレー校で修士号取得（architecture）。
1992年から、LA Weeklyに風刺漫画を寄稿している。
2000年9月、イラン・スタバンスとの共著「Latino USA: A Cartoon History」出版。
2002年11月から、ロサンゼルス・タイムズはじめ全米各紙60紙以上に掲載されているラティーノ系風刺漫画「La Cucaracha」（ラ・クカラチャ／ザ・ゴキブリ）連載開始。
2014年7月、イラン・スタバンスとの共著「A Most Imperfect Union: A Contrarian History of the United States」出版。
2015年3月、プロデューサー兼脚本家として参加するフォックス放送の大人向けシチュエーション・コメディアニメ「ボーダータウン」が放送開始予定。
また、社会風刺系ラジオ・トークショーの司会をしたり、芸術系大学オーティス芸術デザイン大学（英語: Otis College of Art and Design）で教鞭も執っている。

## 私生活
妻は公立校の教師で、3人の子供がいる。

## 仕事

### コレクション
- La Cucaracha （ラ・クカラチャ）(2004)[2] ISBN 978-0-74074-659-8

### イラン・スタバンスとの共著
- Latino USA: A Cartoon History (2000)[1] ISBN 978-0-46508-221-6
- A Most Imperfect Union: A Contrarian History of the United States (2014)[1] ISBN 978-0-46503-669-1

### ラジオ
- The Pocho Hour of Power (KPFK（英語版）)[2]

### TVアニメ
- ボーダータウン（英語版） (2015)※プロデューサー、脚本家として[1]